# Bosque de Vincennes
O Bosque de Vincennes (em francês: Bois de Vincennes) é um parque no estilo jardim inglês a leste de Paris. O parque tem o nome da cidade vizinha de Vincennes.

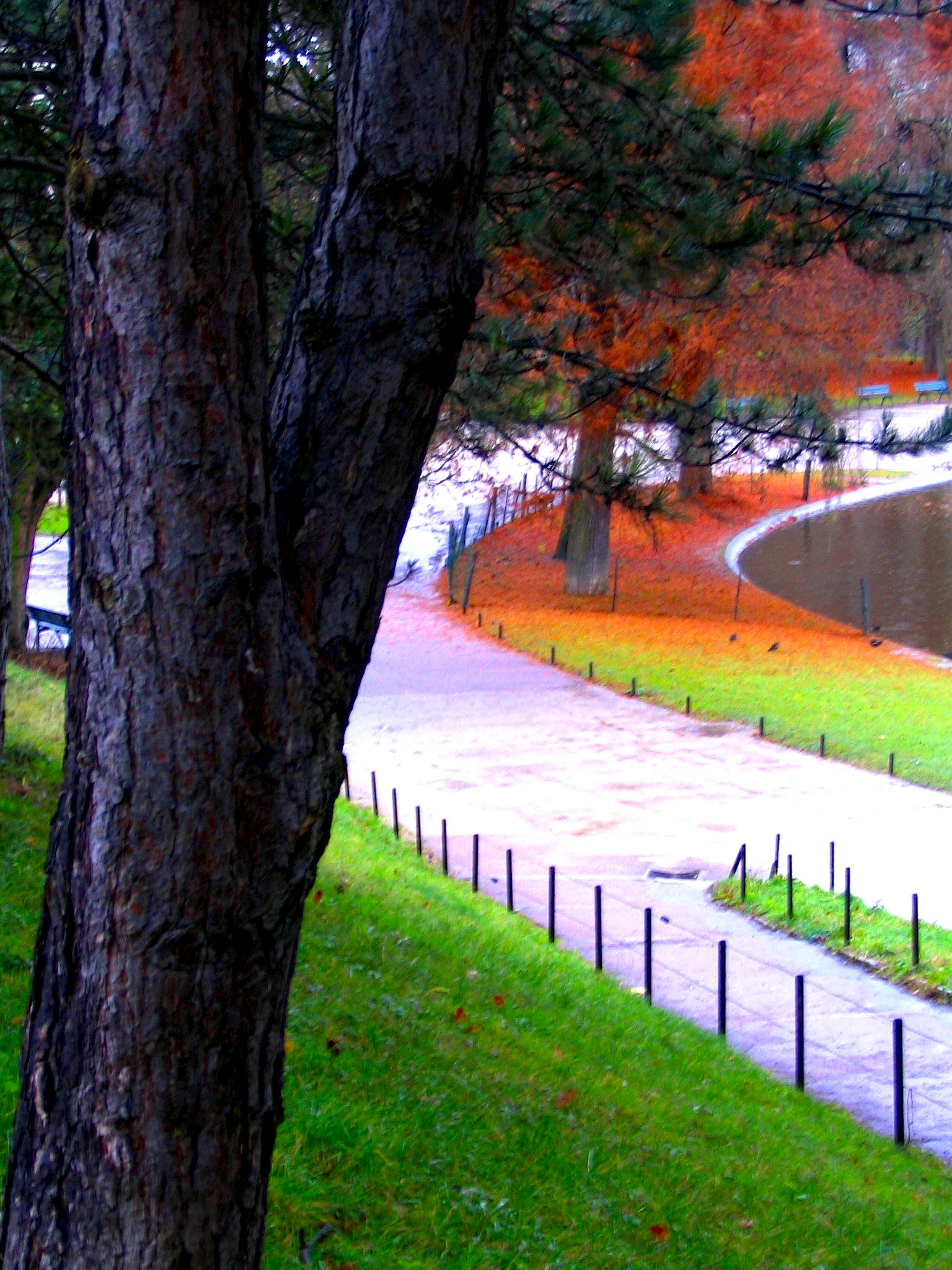
O Lago de Saint-Mandé

O Bosque de Vincennes, como o Bosque de Bolonha, foi incluído em Paris no século XIX. Ambos são rodeados por áreas habitadas.
Possui uma área de 9,947 quilómetros quadrados, que é quase três vezes maior do que Central Park em Nova Iorque, e quatro vezes maior do que Hyde Park em Londres. O Bosque possui quatro lagos em seus domínios: o lago do platô de Gravelle, o Lago dos Mínimos, além dos lagos Daumesnil e de Saint-Mandé.
Nele, fica localizado o Castelo de Vincennes. O Zoológico de Paris é um dos maiores do mundo e fica localizado no Bois de Vincennes.